# Baldufa regiradora

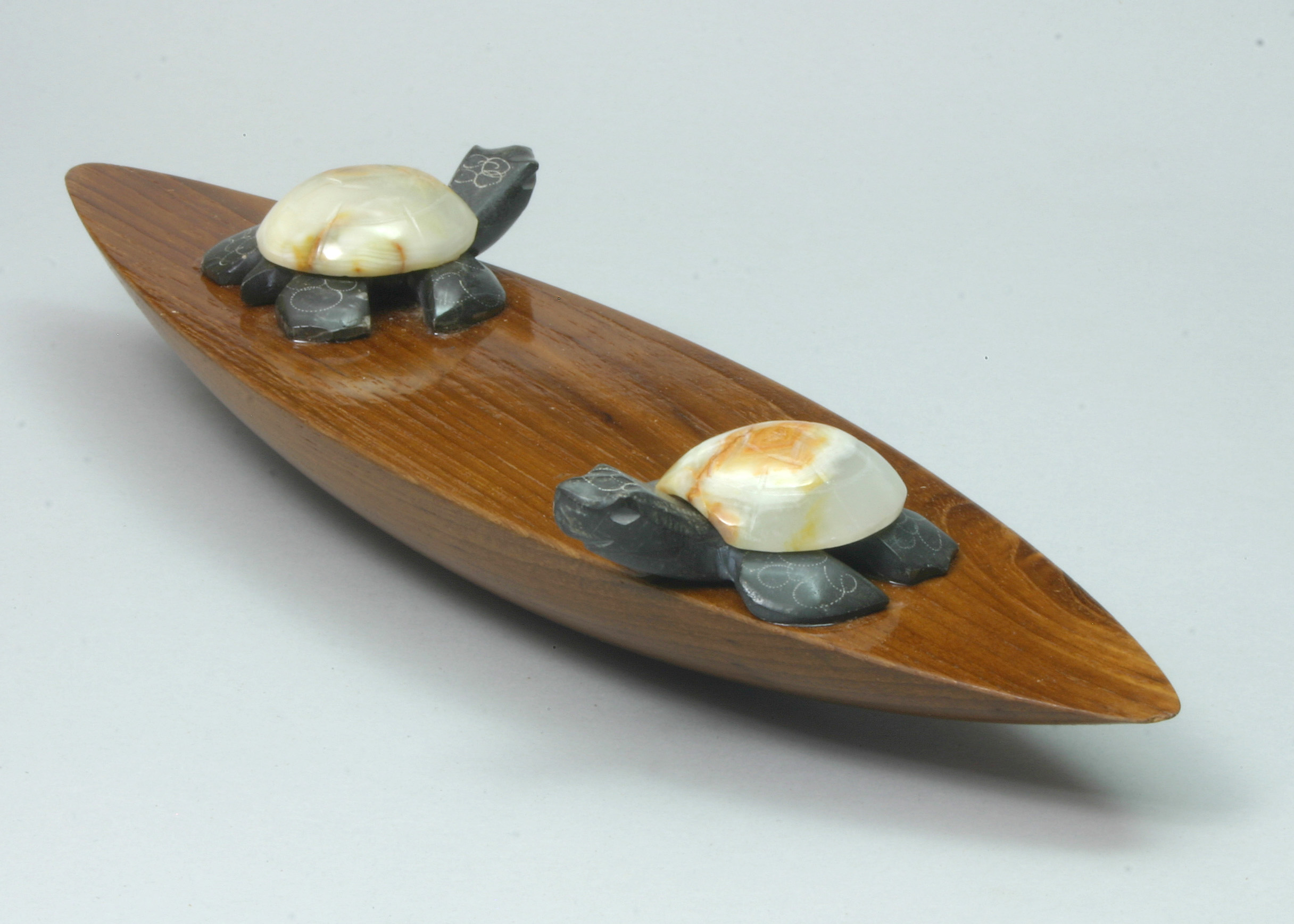
Regirador de fusta

Una baldufa regiradora, un regirador o anagir és un estri rígid d'una peça i de formes senzilles que gira d'una manera peculiar. Generalment mostra un sentit de gir preferent. Si es fa girar en aquest sentit continua girant fins que s'atura. Si es fa girar en sentit contrari, al cap de poques voltes deixa de voltar i es posa a girar en sentit contrari.
La forma més típica s'assembla a un semi-el·lipsoide.

## Denominacions
- Rattleback, anagyre, celt, Celtic stone, rebellious celt, rattlerock, spin bar, wobble stone, wobblestone,...en anglès.
- Keltischer Wackelstein, Keltisches Wacklholtz, Celt, Rattleback en alemany.
- Anagyre en francès.

## Història
Alguns arqueòlegs del segle xix que investigaven jaciments egipcis i celtes varen trobar algunes pedres regiradores. Aquestes pedres regiradores es classificaven dins d'un grup general que els antiquaris anomenaven "celts" en anglès (pronunciades amb "s", selts, a diferència de la paraula "Celt" relacionada amb la civilització i poble celta que es pronuncia "kelt"). Aqueixos estris "celts" indiquen eines i armes de pedra polida del tipus destrals, aixes i similars. La majoria de "celts" no tenen propietats regiradores.
Les primeres descripcions científiques de les pedres regiradores es publicaren en 1890 a càrrec de Sir Gilbert Thomas Walker.

## Materials i dimensions
Els artefactes regiradors són de pedra i de dimensions variades.
Les reproduccions modernes de fusta acostumen a tenir uns 150 mm de llargària. Les versions de plàstic comercialitzades tenen una llargària d'uns 95 mm. Alguna versió de plàstic arriba als 300 mm.
Hi ha regiradors especials de formes i dimensions molt diferents, generalment inferiors als 300 mm.
Hi ha dues menes de regiradors :
- de base asimètrica amb eix esbiaixat
- de base simètrica amb masses de descompensació en els extrems.

## Aspectes físics (mecànics i dinàmics)

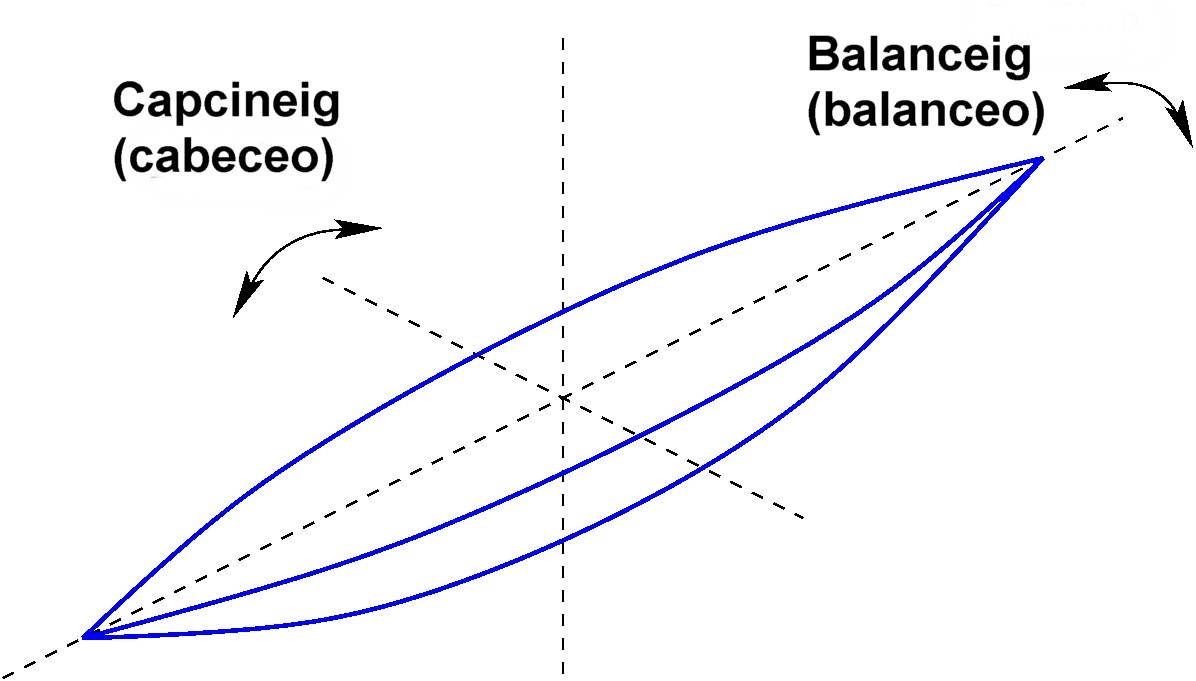
Moviments de balanceig i capcineig

El fenomen de regirament en relació amb l'eix vertical és conseqüència de l'increment d'inestabilitats en els altres eixos de rotació. En un regirador semi-el·lipsoidal hi ha l'eix principal de balanceig (eix longitudinal) i l'eix secundari de capcineig (eix transversal), segons indica la figura adjunta.
Qualsevol asimetria en la distribució de la massa en relació amb el pla format per l'eix vertical i l'eix travesser horitzontal implica un acoblament en les inestabilitats esmentades anteriorment. Una massa excèntrica farà desviar el giny regirador quan capcinegi, provocant un cert balanceig al mateix temps.
El mode amplificat, l'increment de les inestabilitats indicades, depèn del sentit de gir inicial. Cap a una banda l'increment és molt petit i cap a l'altra banda l'increment és molt gran.
Això explica per què, per culpa del fregament, la majoria de regiradors mostren regirament només quan es fan girar en el sentit de capcineig inestable. Si es fan girar en el sentit "estable" (també anomenat "sentit d'inestabilitat moderada") el fregament i l'amortiment fan que el gir general s'acabi abans la inestabilitat de balanceig hagi tingut temps de desenvolupar-se.
Alguns regiradors tenen un comportament "inestable" i una resposta regiradora en ambdós sentits de gir. De fet regiren de forma repetida uns quants cops per volta.

## Videos
- Video Showing an example of a rattleback.
- Video Showing an example of a rattleback doing spin reversals.